# Nova Breznitsa
Nova Breznitsa é uma aldeia localizada no município de Sopište, na República da Macedônia do Norte.